# Hemiteles cincticornis
Hemiteles cincticornis är en stekelart som beskrevs av William Harris Ashmead 1890. Hemiteles cincticornis ingår i släktet Hemiteles och familjen brokparasitsteklar. Inga underarter finns listade i Catalogue of Life.